# Vladimir Shchekunov
Vladimir Shchekunov (né le 8 janvier 1987) est un coureur cycliste russe, spécialiste de la piste.

## Palmarès sur route

### Par années
- 2007
  - Gran Premi Vila-real :
    - Classement général
    - 1re étape
- 2008
  - Classement général du Tour de Ségovie
  - 3e du Tour d'Ávila
- 2010
  - 1re étape du Tour des comarques de Lugo
  - 4e étape du Tour de León
  - 2e du Tour des comarques de Lugo

### Classements mondiaux
| Année           | 2007  | 2008  | 2009 | 2010 |
| --------------- | ----- | ----- | ---- | ---- |
| UCI Europe Tour | 1447e | 1341e |      | 716e |

## Palmarès sur piste

### Coupe du monde
- 2008-2009
  - 1er de la poursuite par équipes à Cali (avec Leonid Krasnov, Valery Kaykov et Arthur Ershov)
  - 3e de la poursuite par équipes à Pékin